# Седлари (Ваљево)
Седлари је насељено место града Ваљева у Колубарском округу. Према попису из 2022. било је 1278 становника. Према локалном предању, село је основала фамилија Типића коју данас чине породице Параментић и Мандић, а почетком XX века су имали 14 домаћинстава и славили светог Николу.

## Историја
Први познати писани помен села је забележен у турском попису Смедеревског санџака из 1476. године. Седлар, како је, именован, тада није било рајинско, већ влашко село.
Следећи пут Седлари су поменути у попису (тефтеру) за хиџретску 934. годину, тј. 1527/1528. годину по садашњем рачунању времена.

Транскрибован на модерни турски, са османске арабице, унос са 234. странице тефтера TD 144 је гласио овако:
Sedlar karye, Valyeva nahiye - Село Седлар, Нахија Ваљево
- Седлари - панорама
- Седлари - панорама
- Седлари - панорама
- Седлари - панорама
- Седлари - панорама
- Седлари - панорама
- Седлари - панорама
- Седлари - панорама

## Демографија
У насељу Седлари живи 1030 пунолетних становника, а просечна старост становништва износи 36,7 година (35,9 код мушкараца и 37,5 код жена). У насељу има 368 домаћинстава, а просечан број чланова по домаћинству је 3,57.
Ово насеље је великим делом насељено Србима (према попису из 2002. године).
|  |

| Демографија | Демографија | Демографија |
| Година      | Становника  | Становника  |
| ----------- | ----------- | ----------- |
| 1948.       | 597         |             |
| 1953.       | 598         |             |
| 1961.       | 771         |             |
| 1971.       | 996         |             |
| 1981.       | 1.263       |             |
| 1991.       | 1.069       | 1.065       |
| 2002.       | 1.313       | 1.343       |

| Етнички састав према попису из 2002.‍ | Етнички састав према попису из 2002.‍ | Етнички састав према попису из 2002.‍ | Етнички састав према попису из 2002.‍ | Етнички састав према попису из 2002.‍ |
| ------------------------------------ | ------------------------------------ | ------------------------------------ | ------------------------------------ | ------------------------------------ |
|                                      |                                      |                                      |                                      |                                      |
| Срби                                 | Срби                                 |                                      | 1.206                                | 91,85%                               |
| Роми                                 | Роми                                 |                                      | 82                                   | 6,24%                                |
| Југословени                          | Југословени                          |                                      | 6                                    | 0,45%                                |
| Црногорци                            | Црногорци                            |                                      | 1                                    | 0,07%                                |
| Македонци                            | Македонци                            |                                      | 1                                    | 0,07%                                |
| непознато                            | непознато                            |                                      | 13                                   | 0,99%                                |

| Година пописа     | 1948. | 1953. | 1961. | 1971. | 1981. | 1991. | 2002. |
| ----------------- | ----- | ----- | ----- | ----- | ----- | ----- | ----- |
| Број домаћинстава | 106   | 114   | 174   | 247   | 350   | 295   | 368   |

| Број чланова      | 1  | 2  | 3  | 4  | 5  | 6  | 7  | 8 | 9 | 10 и више | Просек |
| ----------------- | -- | -- | -- | -- | -- | -- | -- | - | - | --------- | ------ |
| Број домаћинстава | 41 | 63 | 83 | 90 | 39 | 35 | 10 | 3 | 2 | 2         | 3,57   |

| Пол    | Укупно | Неожењен/Неудата | Ожењен/Удата | Удовац/Удовица | Разведен/Разведена | Непознато |
| ------ | ------ | ---------------- | ------------ | -------------- | ------------------ | --------- |
| Мушки  | 530    | 146              | 356          | 15             | 13                 | 0         |
| Женски | 559    | 116              | 353          | 78             | 12                 | 0         |
| УКУПНО | 1.089  | 262              | 709          | 93             | 25                 | 0         |

| Пол    | Укупно                    | Пољопривреда, лов и шумарство | Рибарство                            | Вађење руде и камена | Прерађивачка индустрија       |
| ------ | ------------------------- | ----------------------------- | ------------------------------------ | -------------------- | ----------------------------- |
| Мушки  | 304                       | 45                            | 0                                    | 6                    | 95                            |
| Женски | 228                       | 62                            | 0                                    | 2                    | 49                            |
| УКУПНО | 532                       | 107                           | 0                                    | 8                    | 144                           |
| Пол    | Производња и снабдевање   | Грађевинарство                | Трговина                             | Хотели и ресторани   | Саобраћај, складиштење и везе |
| Мушки  | 7                         | 32                            | 35                                   | 3                    | 20                            |
| Женски | 2                         | 8                             | 35                                   | 7                    | 8                             |
| УКУПНО | 9                         | 40                            | 70                                   | 10                   | 28                            |
| Пол    | Финансијско посредовање   | Некретнине                    | Државна управа и одбрана             | Образовање           | Здравствени и социјални рад   |
| Мушки  | 0                         | 14                            | 12                                   | 3                    | 5                             |
| Женски | 0                         | 9                             | 1                                    | 6                    | 21                            |
| УКУПНО | 0                         | 23                            | 13                                   | 9                    | 26                            |
| Пол    | Остале услужне активности | Приватна домаћинства          | Екстериторијалне организације и тела | Непознато            | Непознато                     |
| Мушки  | 2                         | 0                             | 0                                    | 25                   | 25                            |
| Женски | 4                         | 0                             | 0                                    | 14                   | 14                            |
| УКУПНО | 6                         | 0                             | 0                                    | 39                   | 39                            |